# ОШ „Светитељ Сава” Друговац
ОШ „Светитељ Сава” Друговац, насељеном месту на територији града Смедерево, основана је 1863. године.
До 1863. године деца из Друговца су похађала основну школу у Коларима, када је донета одлука да се у селу оснује школа. У кући, коју су Друговчани откупили од Милоша Милића, капетана у војсци кнеза Милоша и чувеног трговца свињама, настава се одвијала све до 1928. године. Школа у том периоду није поседовала никаквог школског инвентара, осим неких оскудних учила. Од 1928. године школска настава се одвијала у три приватне зграде. 
После Другог светског рата, у задружном дому изграђеном 1950. године, који је претходно адаптиран, отворена је школа која је школске 1957/58. године примила ђаке од првог до осмог разреда. 
Данас друговачка школа сем матичне, осмогодишње школе, има и подружна одељења нижих разреда у Бадљевици и у Суводол. 